# Poczta Główna w Gdyni
Poczta Główna w Gdyni – budynek w stylu modernistycznym, oddany do użytku w 1929 r. (rozbudowany w 1937 r.), mieszczący główny urząd Poczty Polskiej w Gdyni.

## Dzieje poczty na terenie Gdyni do 1920 r.

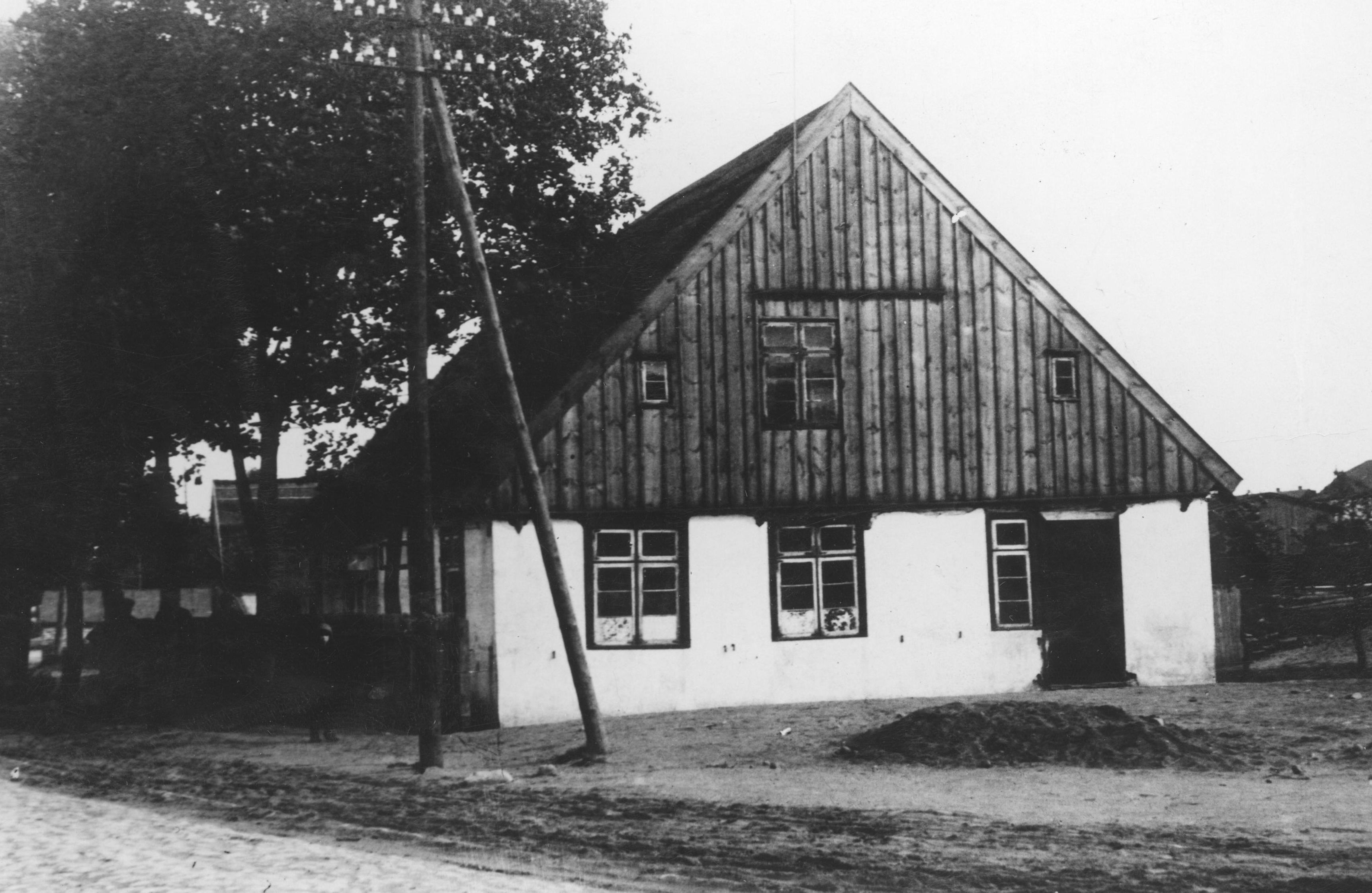
Budynek pierwszej poczty w Gdyni przy ul. Starowiejskiej (1882-1925)

Pierwsza regularna linia pocztowa na terenie dzisiejszej Gdyni zaczęła funkcjonować od 1786 r., kiedy to zmieniono przebieg linii „pomorskiej” z Berlina do Królewca przez Słupsk i Gdańsk, która do tej pory prowadziła przez Kościerzynę, a od tego roku przez Lębork, Wejherowo i Mały Kack. Posterunek dyżurujący i gromadzenia poczty na terenie Małego Kacka znajdował się wówczas przy głównej drodze (obecna Al. Zwycięstwa), w rejonie skrzyżowania z ul. Kasztanową. Według przewodnika pocztowego z 1819 r. przez Mały Kack biegły następujące linie pocztowe: nr 595 (Frankfurt a. M. – Berlin – Gdańsk), nr 863 (Paryż – Berlin – Petersburg), 2806 (Berlin – Królewiec) i nr 3049 (Gdańsk – Wejherowo). Od 1851 r. wzdłuż linii pocztowej z Gdańska do Wejherowa istniały na terenie dzisiejszej Gdyni przystanki poczty wozowej w Kacku, Grabówku (od 1863 r.) i Chyloni (ul. Chylońska 25). W tym czasie funkcjonowało również połączenie poczty pieszej (Botenpost) z Kacka do Kielna. W poniedziałki, środy i piątki listonosz wyruszał z Kielna o godz. 13, a we wtorki, czwartki i soboty z Kacka o 9.45, pokonując tę trasę (ok. 16 km) w 3 godziny. W 1870 r., po wybudowaniu linii kolejowej z Gdańska do Słupska, pocztę konną zamknięto, a jej miejsce zajęła ekspedycja kolejowa z siedzibą na dworcu kolejowym w Chyloni, która obsługiwała okręg liczący 462 budynki mieszkalne, 975 gospodarstw domowych i 5018 mieszkańców z licznych wsi i osad leżących głównie w granicach dzisiejszej Gdyni. W 1871 r. uruchomiono codzienne połączenie piesze z agencja pocztową w Kosakowie, którą wydzielono z obwodu Chyloni. Od 1 maja 1877 r. ekspedycja pocztowa Chylonia została przemianowana na urząd pocztowo-telegraficzny III klasy (tj. najniższej), obsługiwany przez sześć kursów kolejowych, w którym znajdowało się jedno okienko pocztowe dla obsługi interesantów, jeden aparat telegraficzny dostępny dla ludności oraz jedna skrzynka pocztowa (plus cztery w terenie). 1 lipca 1872 r. uruchomiono agencję pocztową na dworcu w Małym Kacku (niezachowany budynek przy ul. Lotników 124a), obsługującą 83 budynki mieszkalne, 152 gospodarstwa domowe i 877 mieszkańców. Na terenie wsi Gdynia agencja pocztowa, obsługiwana przez urząd w Chyloni, powstała dopiero 21 sierpnia 1882 r. Pierwotnie mieściła się ona w budynku szkoły (obecnie nieistniejącym) w rejonie ul. Starowiejskiej 42. 10 czerwca 1884 r. gdyńska agencja uzyskała połączenie z siecią telefoniczną i rozmównicę telefoniczną. W takim stanie rozbudowy sieci pocztowej i telefonicznej została ona przejęta przez władze polskie w 1920 r.

## Poczta gdyńska w okresie międzywojennym

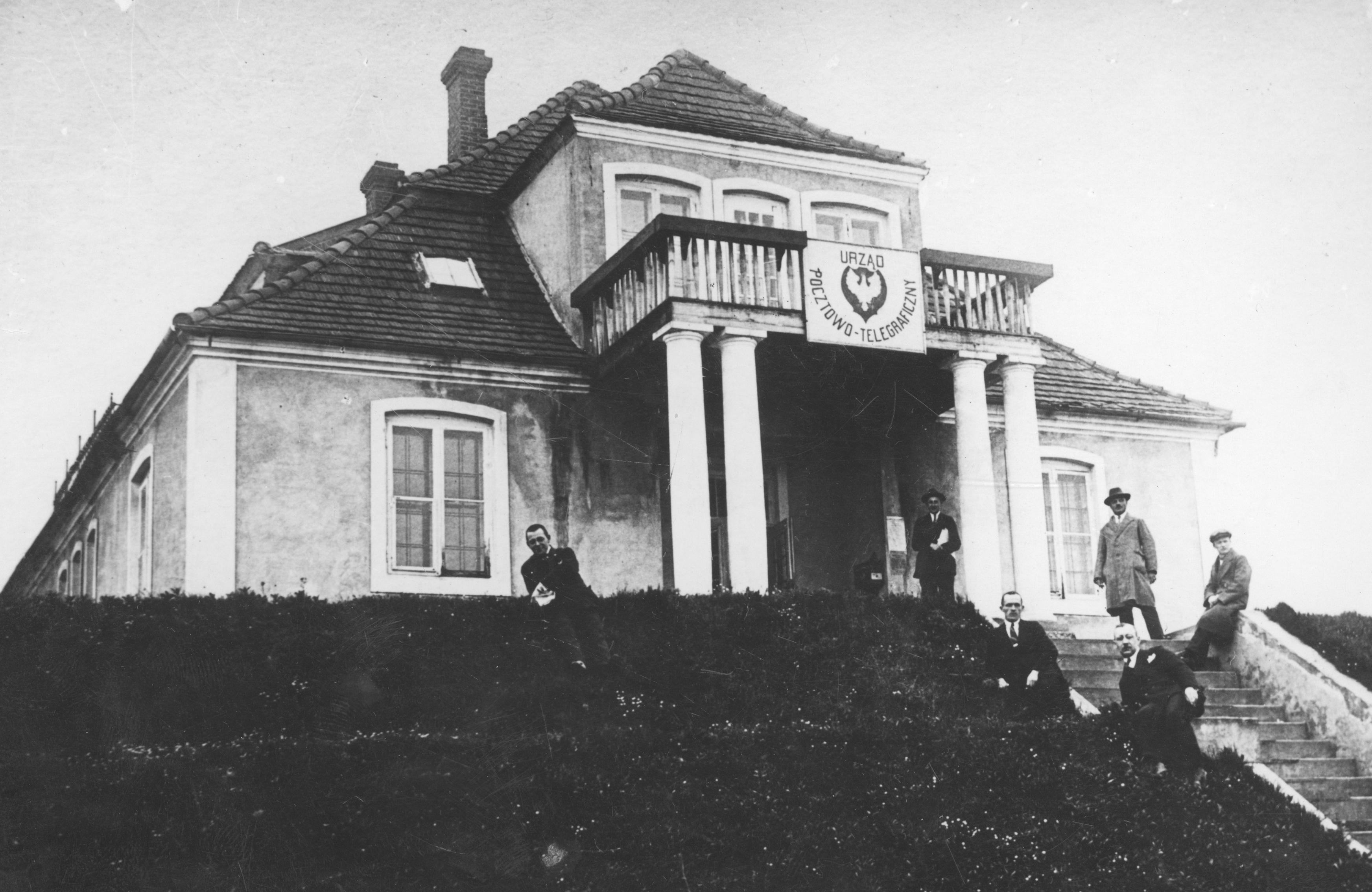
Budynek drugiej poczty w Gdyni przy ul. Warszawskiej 11 (1925-29)

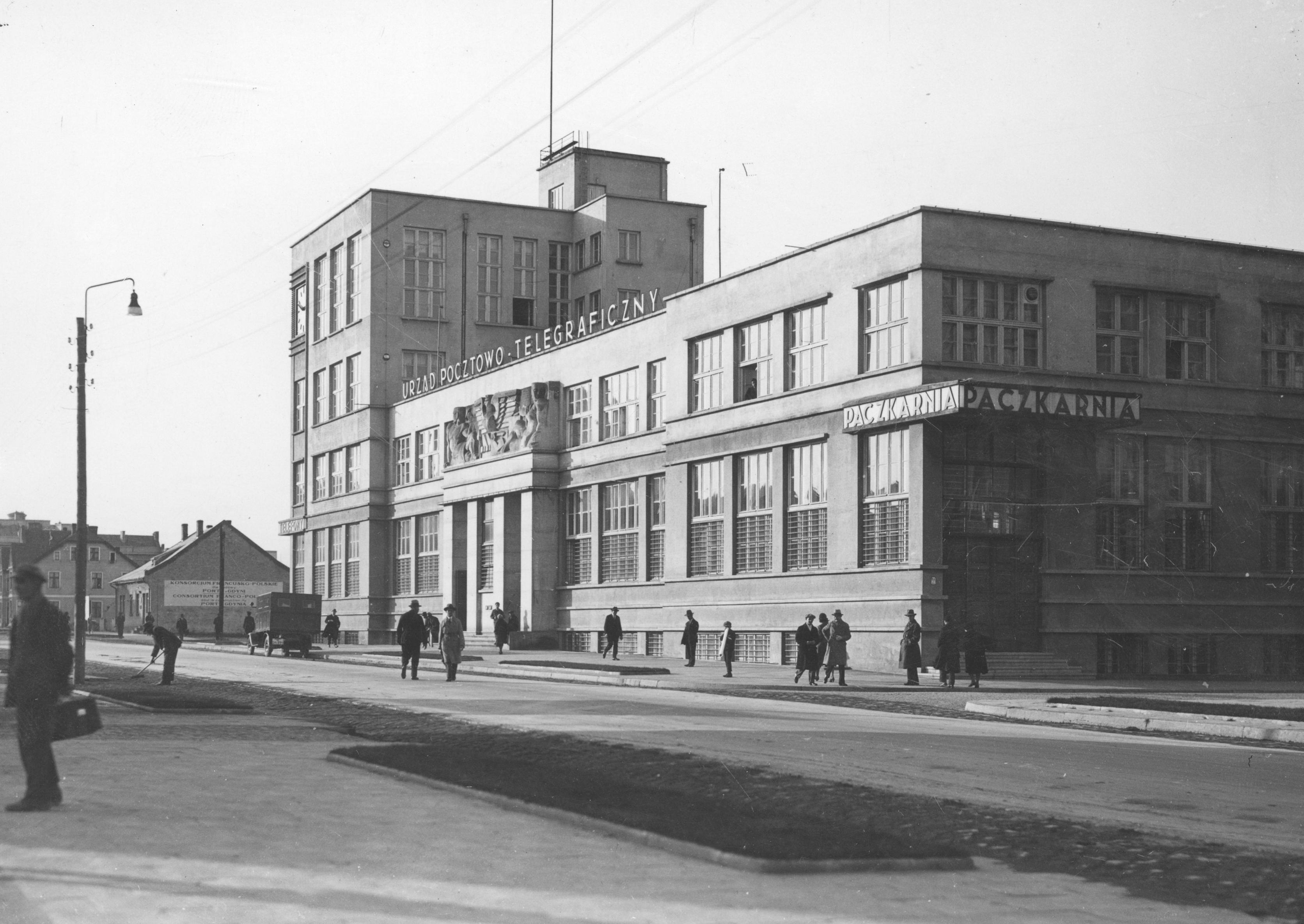
Budynek poczty głównej w Gdyni przy ul. 10 lutego 10 (ok. 1929)

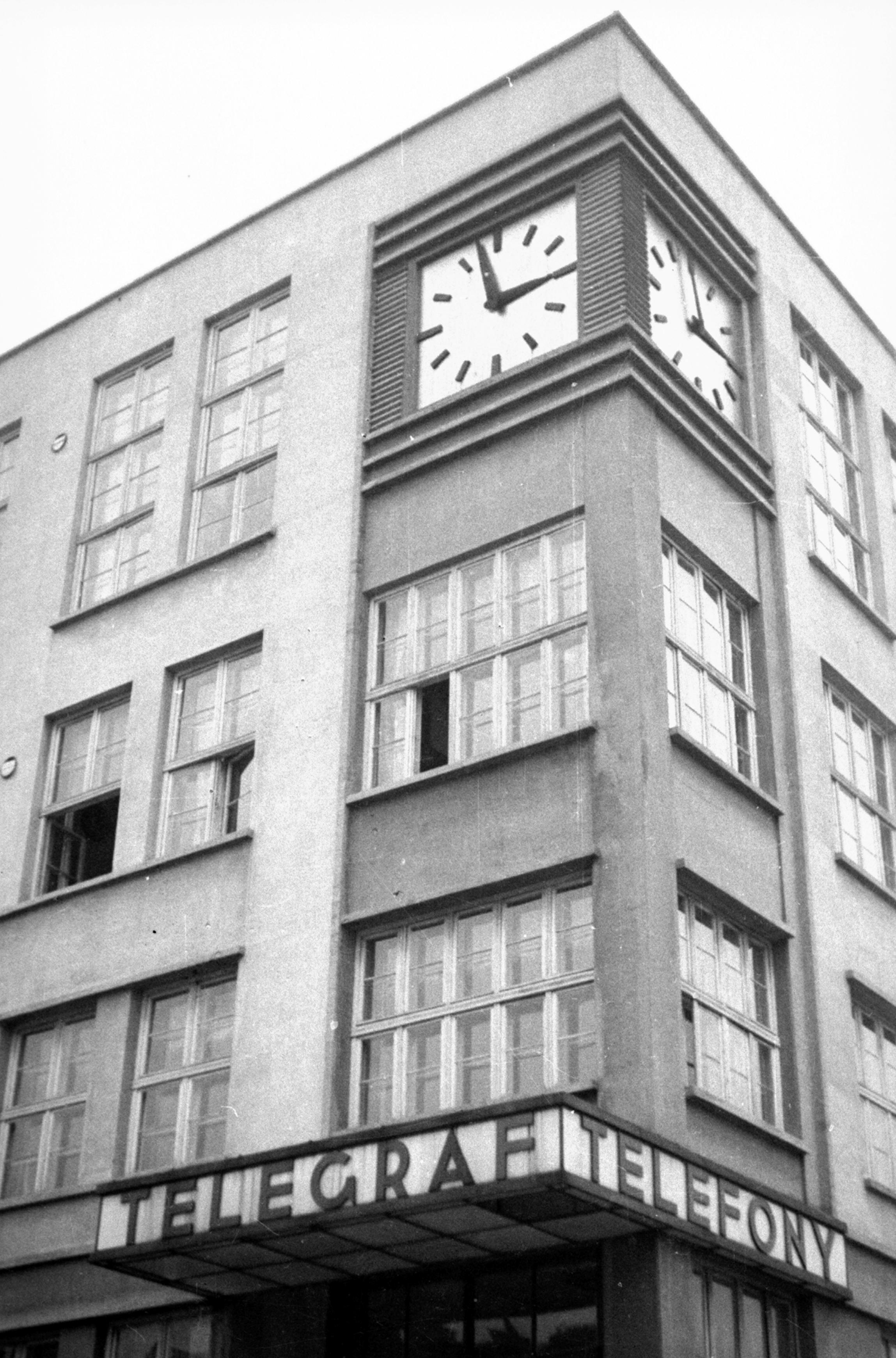
Zegar na budynku poczty głównej w Gdyni (1932)

W 1925 r. agencja pocztowa w Gdyni została przeniesiona do budynku przy ul. Warszawskiej 11 i rok później uzyskała status urzędu pocztowego III klasy. W związku z szybką rozbudową miasta już w 1928 r. podwyższono jego rangę do klasy II. W tym roku rozpoczęto również budowę nowego, dużego gmachu poczty przy ul. 10 lutego. Poświęcenie i dodanie budynku do użytku nastąpiło 6 czerwca 1929 r. Gdyński urząd pocztowy podlegał dyrekcji poczty w Bydgoszczy. Dzielił się na urząd pocztowy i urząd telegrafów. Budynek wyposażono w najnowocześniejszy sprzęt, w tym automatyczna centralę telefoniczna i elektryczną rozdzielnię listów. Oprócz poczty wybudowano również trzy bloki mieszkalne dla jej pracowników oraz hotel dla ambulanserów przy ul. Okrężnej (obecnie ul. Janka Wiśniewskiego). Poczcie głównej podlegały urzędy pocztowe w Chyloni (1927), Grabówku (1936) i Orłowie (1937) oraz poczta morska na terenie portu. W latach 1937–1938 na terenie Grabówka wzniesiono dalsze budynki mieszkalne dla pracowników pocztowych wraz z ochronką, czyli przedszkolem (ul. Morska 106 i Stefana Okrzei 14, 16, 18). W 1938 r. poczcie gdyńskiej podporządkowanych było w sumie 15 placówek pocztowych w samym mieście oraz w miejscowościach leżących wzdłuż linii kolejowej do Helu.
Budowa gmachu poczty przy ul. 10 lutego miała dosyć burzliwy przebieg. Początkowo prace przebiegały bardzo „ślamazarnie”, ponadto okazało się, że koszty budowy były o ponad 3 mln zł większe niż planowane i wyniosły około 4,8 mln zł. „Było to – jak pisze D. Małszycki – związane z jedną z większych afer gospodarczych II Rzeczypospolitej. Kierownikiem budowy został inż. Edward Ruszczewski, prywatnie kolega ze studiów ministra Poczt i Telegrafów płk. Bogusława Miedzińskiego. Jego firma, choć nie miała pieniędzy nawet na wadium, dzięki dotacji z ministerstwa wygrała przetarg na realizację budowy poczty. Jak pisze Bogusława Tarkowska w swoich „Sekretach Gdyni”: wkrótce z placu budowy zaczęły znikać materiały budowlane. Jak się później okazało, szef budowy i jego współpracownicy jednocześnie stawiali sobie eleganckie wille w Orłowie. Poza tym z pieniędzy na budowę poczty żyła ekipa kręcąca dość marny film pt. „Tajemnica pocztowej skrzynki” z 1929 roku, w reżyserii Aleksandra Reicha. Ostatecznie afera związana z budową poczty gdyńskiej przyczyniła się do ustąpienia ministra Miedzińskiego w 1929 roku. Cztery lata później inż. Ruszczewski został skazany na sześć lat pozbawienia wolności”.

## Poczta gdyńska w czasie II wojny światowej
Po zajęciu Gdyni przez wojska niemieckie 14 września 1939 r. i zdobyciu Oksywia (19 IX) władze okupacyjne uruchomiły w drugiej połowie tego miesiąca główny urząd pocztowy przy dawnej ul. 10 lutego, którą przemianowano na Herman Göring Strasse. Początkowo używano w nim datowników pocztowych z niemiecką formą nazwy Gdyni - GDINGEN, jednak po 19 września w użycie weszły stemple z nową nazwą miasta - GOTENHAFEN (Port Gotów). Stosunkowo późno, bo dopiero w 1942 lub 1943 r. firma Hintzke z Gdańska-Oliwy dokonała rozbiórki modernistycznej płaskorzeźby umieszczonej nad wejściem na pocztę. Przez cały okres okupacji poczta gdyńska była podporządkowana Okręgowej Dyrekcji Poczty w Gdańsku. Oprócz urzędu pocztowego nr 1 (głównego), podlegały mu również filie w następujących dzielnicach i miejscowościach: Oksywie, Chylonia, Grabówek, Orłowo, Wielki Kack, Babie Doły, Kielno, Chwaszczyno. W trakcie walk o Gdynię w marcu 1945 r. budynek poczty głównej został niemal całkowicie wypalony.

## Architektura

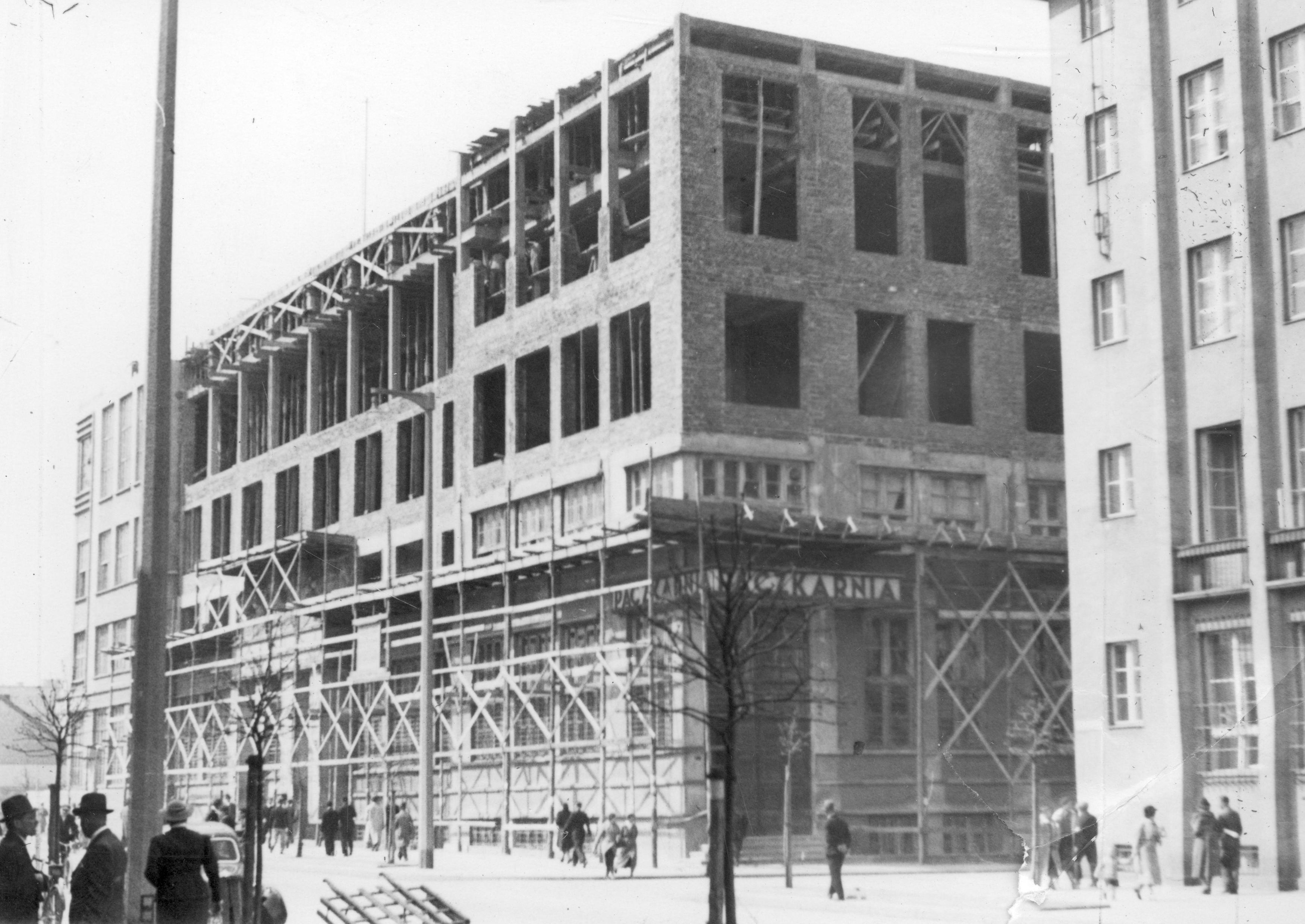
Rozbudowa poczty głównej w Gdyni w 1937 r.

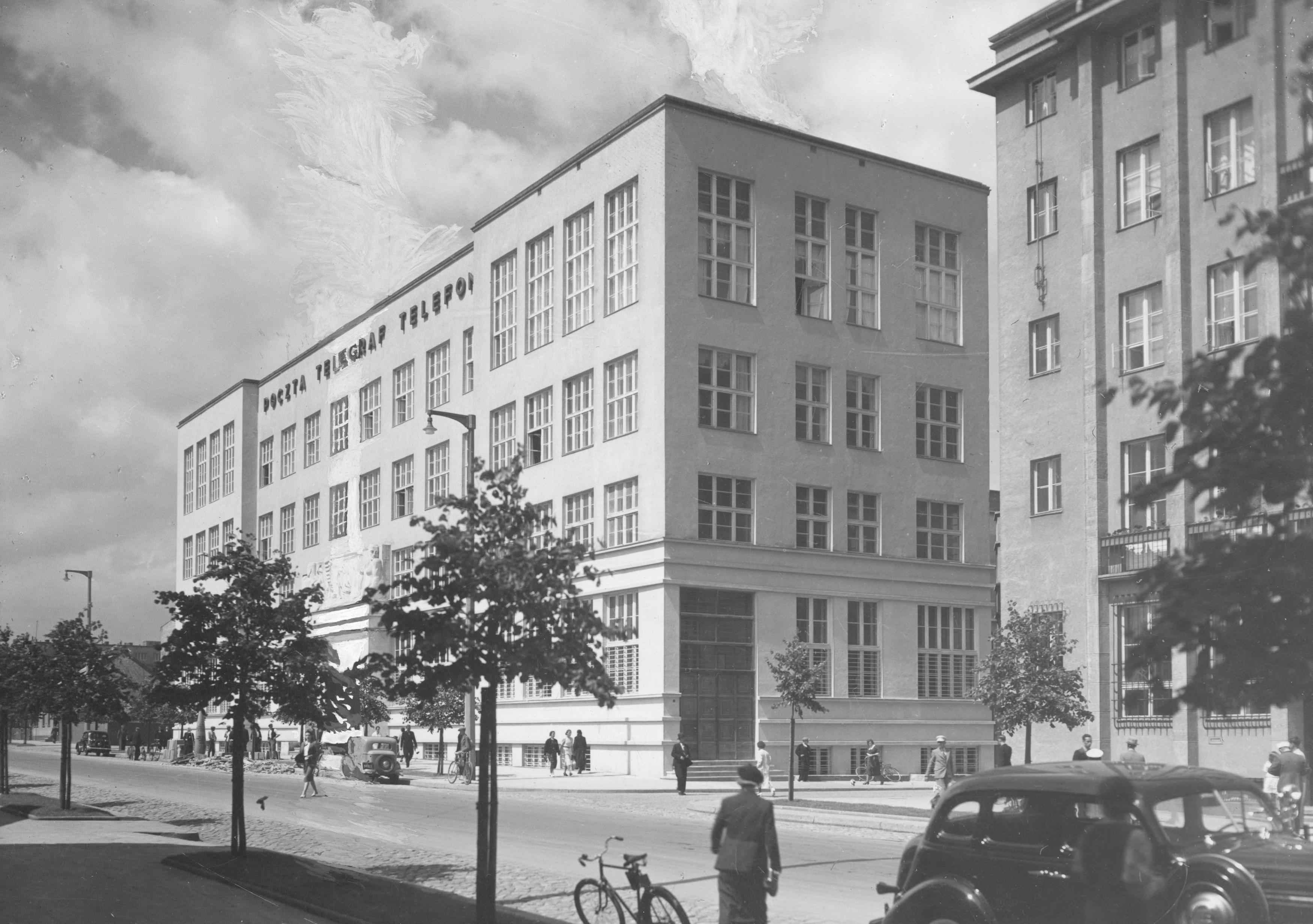
Budynek poczty głównej w Gdyni po rozbudowie (ok. 1938)

Projektantem poczty gdyńskiej był Julian Puterman-Sadłowski (1892-1953), architekt znany z wielu realizacji budynków pocztowych w całym kraju, który od 1928 r. pełnił funkcję kierownika biura projektowego Ministerstwa Poczt i Telegrafów (z tego względu był on również autorem projektu kolonii mieszkaniowej pracowników pocztowych w Gdyni-Grabówku). Była to jedna z pierwszych budowli wzniesionych na terenie Gdyni w stylu modernistycznym. W 1937 r. budynek podwyższono w części środkowej i wschodniej o dwa pietra, nadając mu zachowaną do dzisiaj zwartą, kubiczną bryłę. W trakcie przebudowy zlikwidowano narożny zegar od strony skrzyżowania ul. 10 lutego i ul. Władysław IV. Nad głównym wejściem od strony ul. 10 lutego znajdował się pierwotnie relief przedstawiający orła polskiego pomiędzy dwoma półleżącymi postaciami ludzkimi (mężczyzną i kobietą), będącymi alegoriami przemysłu i handlu. Autorem płaskorzeźby był Antoni Miszewski (1891-1957), żołnierz, architekt i artysta rzeźbiarz, który wraz z Putermanem-Sadłowskim tworzył spółkę architektoniczną (Miszewski znany jest m.in. jako twórca Mauzoleum Władysława Warneńczyka w Warnie z 1935 r.). Relief został usunięty przez Niemców dopiero ok. 1942 r. i nie odtworzono go w trakcie powojennej odbudowy wypalonego w 1945 r. gmachu.

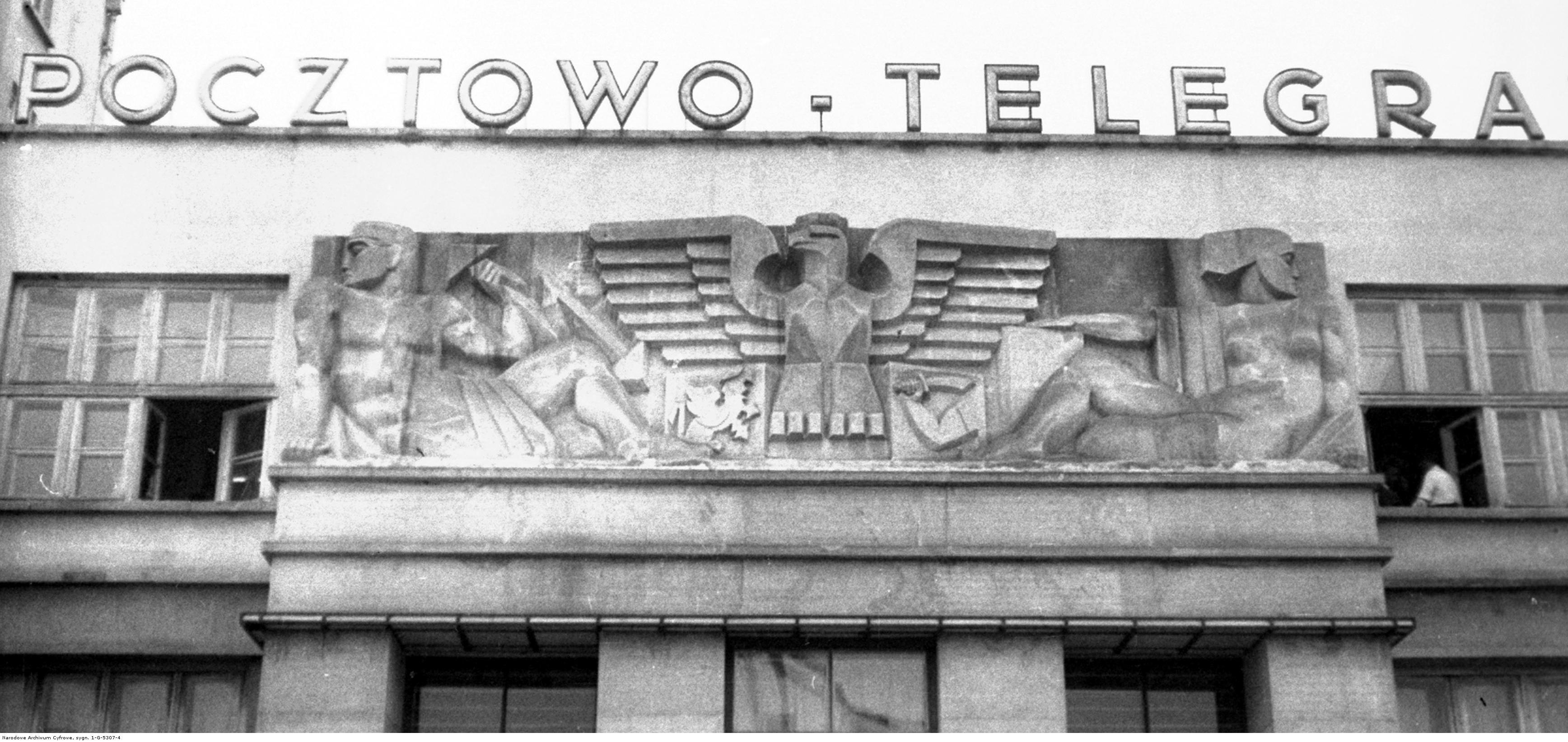
Płaskorzeźba z orłem i alegoriami przemysłu i handlu nad wejściem do poczty głównej w Gdyni (1932)

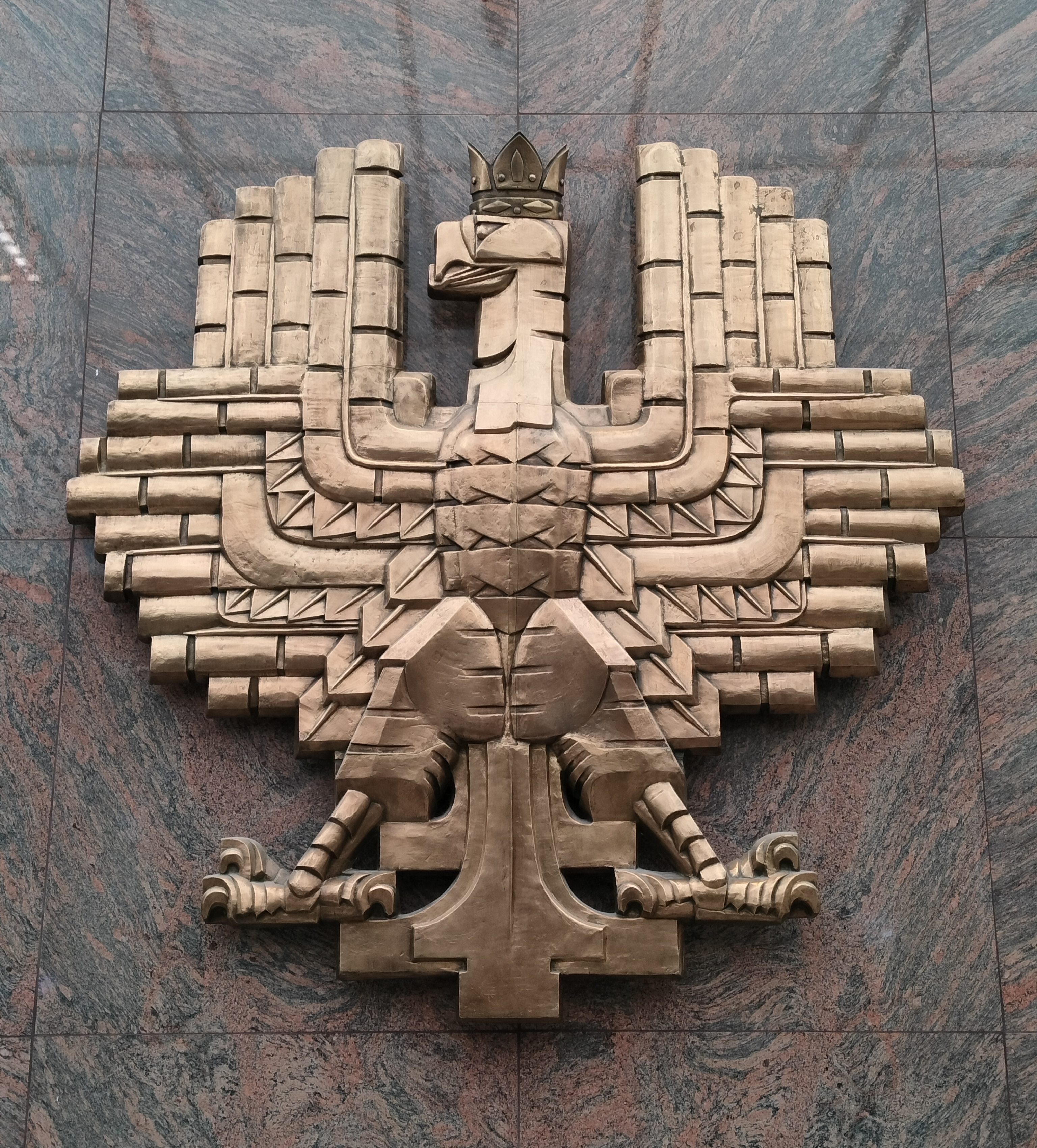
Orzeł w sali głównej poczty w Gdyni (przed wojną znajdował się w budynku poczty przy ul. Chylońskiej 124)

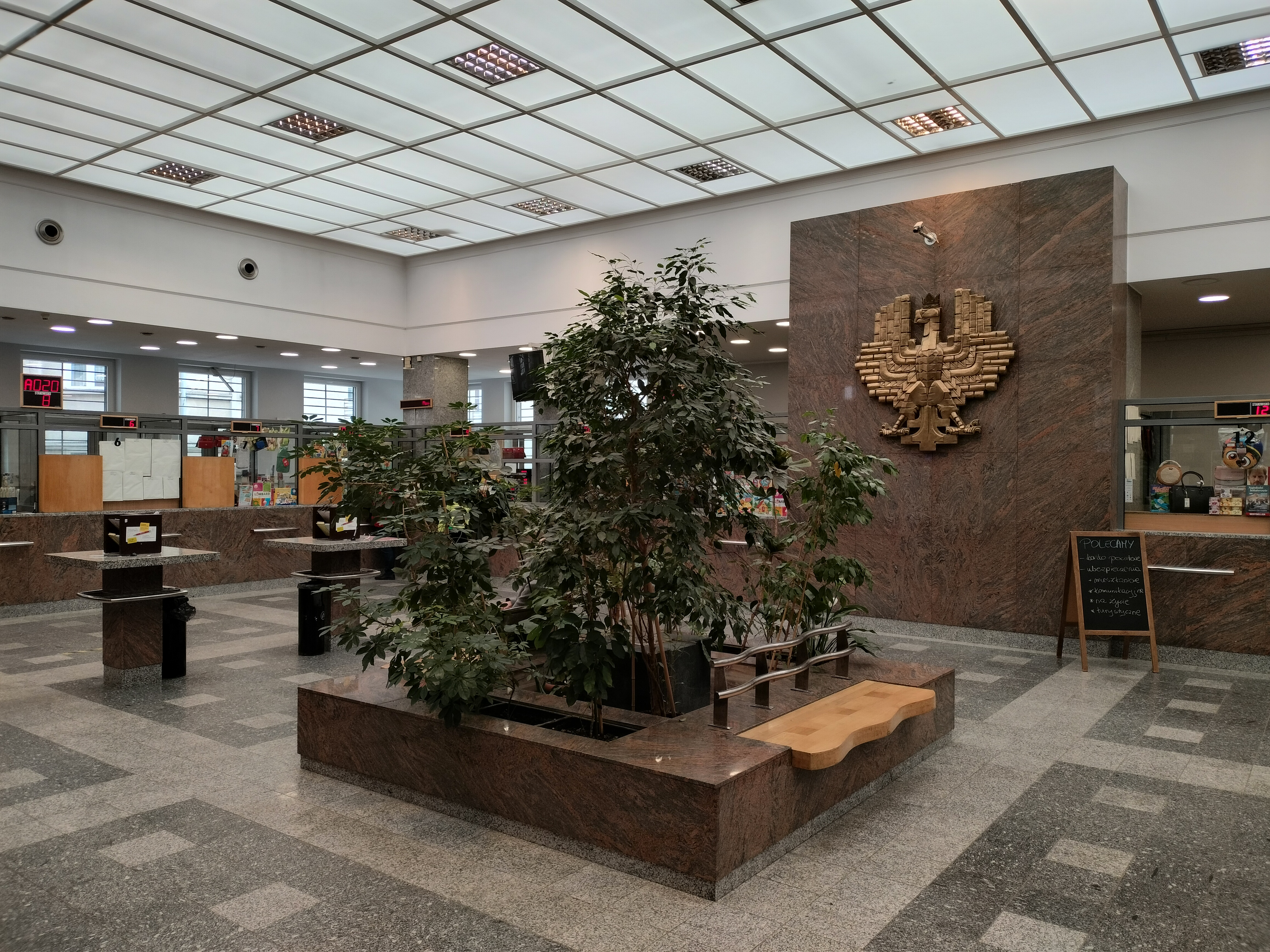
Hala główna w budynku poczty głównej w Gdyni (widok współczesny)

Z budynkiem poczty głównej związane są losy mosiężnego orła, który przed wojną wisiał na budynku poczty przy ul. Chylońskiej 124. We wrześniu 1939 r. Niemcy kazali go zdemontować i oddać na złom. Pracujący przy tym Polacy Bernard Friede i Kazimierz Baraniak rozebrali go na cztery części, przewieźli do budynku pocztowego przy ul. Zygmunta Augusta 6, sąsiadującego z gmachem poczty głównej, i zakopali w jego piwnicy. Po 1945 r. zrekonstruowany orzeł (bez korony) został umieszczony w holu poczty głównej, gdzie znajduje się do dzisiaj. Po 1989 r. przywrócono mu również koronę.